# Ovipalpus
Ovipalpus là một chi bọ cánh cứng trong họ 
Elateridae.
Chi này được miêu tả khoa học năm 1851 bởi Solier.

## Các loài
Các loài trong chi này gồm:
- Ovipalpus piceus Fleutiaux, 1910
- Ovipalpus pubescens Solier, 1851
- Ovipalpus schajovskoii Golbach, 1953